# Coppa dei Campioni d'Africa 1977
La Coppa dei Campioni d'Africa 1977 è stata la tredicesima edizione del massimo torneo calcistico africano per squadre di club maggiori maschili.

## Risultati

### Primo turno
| Squadra 1             | Totale          | Squadra 2           | Andata | Ritorno |
| --------------------- | --------------- | ------------------- | ------ | ------- |
| Diaraf                | 5 - 0           | Garde Nationale     | 3 - 0  | 2 - 0   |
| Horseed               | 1 - 4           | Al-Ahly             | 1 - 1  | 0 - 3   |
| Olympic Niamey        | 4 - 6           | Al-Madina           | 2 - 4  | 2 - 2   |
| Gor Mahia             | 3 - 3 (5-3 dcr) | Wanderers           | 1 - 2  | 2 - 1   |
| Vantour Mangoungou    | 4 - 8           | Diables Noirs       | 2 - 4  | 2 - 4   |
| Kampala City          | 4 - 0           | Defence             | 1 - 0  | 3 - 0   |
| Mufulira Wanderers    | 3 - 3 (gfc)     | Maseru Utd          | 1 - 1  | 2 - 2   |
| Union Douala          | 3 - 0           | Silures             | 2 - 0  | 1 - 0   |
| TP Mazembe            | 1 - 4           | Lomé 1              | 1 - 1  | 0 - 3   |
| União Bissau          | 0 - 6           | Djoliba             | 0 - 1  | 0 - 5   |
| Saint Joseph Warriors | 2 - 5           | Hearts of Oak       | 1 - 3  | 1 - 2   |
| Simba                 | a tav.          | Mbabane Highlanders | -      | -       |
| Gagnoa                | a tav.          | Tempête Mocaf       | -      | -       |

### Secondo turno
| Squadra 1               | Totale          | Squadra 2          | Andata | Ritorno |
| ----------------------- | --------------- | ------------------ | ------ | ------- |
| Diaraf                  | 2 - 3           | Hearts of Oak      | 1 - 1  | 1 - 2   |
| Al-Ahly                 | 7 - 3           | Al-Madina          | 7 - 2  | 0 - 1   |
| Gor Mahia               | 4 - 5           | Mufulira Wanderers | 2 - 1  | 2 - 4   |
| Diables Noirs           | 1 - 2           | Hafia              | 0 - 1  | 1 - 1   |
| Kampala City            | 3 - 4           | MC Alger           | 1 - 1  | 2 - 3   |
| Union Douala            | 2 - 2 (3-4 dcr) | Lomé 1             | 1 - 1  | 1 - 1   |
| Kwara Water Corporation | 1 - 0           | Simba              | 0 - 0  | 1 - 0   |
| Gagnoa                  | 2 - 4           | Djoliba            | 1 - 3  | 1 - 1   |

### Quarti di finale
| Squadra 1               | Totale | Squadra 2          | Andata | Ritorno |
| ----------------------- | ------ | ------------------ | ------ | ------- |
| Al-Ahly                 | 1 - 3  | Hearts of Oak      | 1 - 0  | 0 - 3   |
| MC Alger                | 2 - 3  | Mufulira Wanderers | 2 - 1  | 0 - 2   |
| Kwara Water Corporation | 4 - 5  | Hafia              | 4 - 2  | 0 - 3   |
| Djoliba                 | 2 - 1  | Lomé 1             | 2 - 0  | 0 - 1   |

### Semifinali
| Squadra 1          | Totale      | Squadra 2     | Andata | Ritorno |
| ------------------ | ----------- | ------------- | ------ | ------- |
| Mufulira Wanderers | 5 - 5 (gfc) | Hearts of Oak | 5 - 2  | 0 - 3   |
| Lomé 1             | 2 - 3       | Hafia         | 2 - 1  | 0 - 2   |

### Finale

#### Andata
| Accra 4 dicembre 1977                       | Hearts of Oak | 0 – 1     | Hafia | Accra Sports Stadium |
| \| \| \| \| \| \| Marcatori \| 26’ Touré \| |               |           |       |                      |
|                                             |               |           |       |                      |
|                                             | Marcatori     | 26’ Touré |       |                      |

#### Ritorno
| Conakry 18 dicembre 1977                                              | Hafia     | 3 – 2         | Hearts of Oak | Stadio 28 settembre |
| \| \| \| \| \| Bangoura Sylla Camara \| Marcatori \| Armah Hammond \| |           |               |               |                     |
|                                                                       |           |               |               |                     |
| Bangoura Sylla Camara                                                 | Marcatori | Armah Hammond |               |                     |